# DeAngelo Casto
DeAngelo David Lincoln Hamilton Casto (Spokane, 17 febbraio 1990) è un ex cestista statunitense.

## Palmarès
- Campionato vietnamita: 1

Can Tho Catfish: 2018